# Marco Manlio Vulsone
Marco Manlio Vulsone (in latino Marcus Manlius Vulso; fl. V secolo a.C.) è stato un politico romano del V secolo a.C. appartenente alla gens Manlia.

## Tribunato consolare
Nel 420 a.C. fu eletto tribuno consolare insieme a Lucio Quinzio Cincinnato (tribuno consolare 438 a.C.), Lucio Furio Medullino e Aulo Sempronio Atratino.
In quell'anno non ci furono scontri con le popolazioni vicine, ma in città ci furono tensioni per l'elezione dei questori, carica che anche per quell'anno fu ad appannaggio dei Senatori, anche se una nuova legge prevedeva che per quelli di nuova istituzione potessero essere eletti anche i plebei.
Gaio Sempronio Atratino fu portato in giudizio dai tribuni della plebe per la condotta della guerra contro i Volsci del 423 a.C., al termine del quale fu condannato a pagare a pagare una multa di 15.000 assi.